# ニコライ・グサコフ
ニコライ・グサコフ（露: Никола́й Гусако́в、英: Nikolay Gusakov、1934年5月14日 - 1993年)は、ソビエト連邦、ペトロザヴォーツク出身の元ノルディック複合選手。妻は元クロスカントリースキー選手・オリンピックメダリストのマリア・グサコワ。

## プロフィール
モスクワのソビエト軍スポーツクラブに所属し、のちにレニングラードへ移籍した。1956年のコルティナダンペッツォオリンピックでは7位となった。1958年にはソビエト連邦選手権で優勝、1958年ノルディックスキー世界選手権では8位となった。
自身2度目のオリンピックである1960年スコーバレーオリンピックで銀メダルを獲得したがこれはソ連の選手として史上初めてであった。また1961年にホルメンコーレン大会で優勝、これもソ連の選手として初めてであった。
1964年のインスブルックオリンピックではメダルに一歩及ばず4位となった。